# Zimowe Igrzyska Olimpijskie 1984
XIV Zimowe Igrzyska Olimpijskie – zawody sportowe, które odbywały się od 8 do 19 lutego 1984 roku w Sarajewie w Jugosławii (obecnie stolicy Bośni i Hercegowiny).
Międzynarodowy Komitet Olimpijski powierzył miastu prawo organizacji imprezy podczas posiedzenia w Atenach 18 maja 1978 roku. Przeprowadzone w Jugosławii igrzyska były drugimi w historii zawodami tej rangi przeprowadzonymi w państwie socjalistycznym – w 1980 roku letnie igrzyska zorganizowała Moskwa. W zawodach wystartowało 1273 zawodników z 49 krajów.

## Wybór organizatora
| kandydat | runda 1 | runda 2 |
| Sarajewo | 31      | 39      |
| Sapporo  | 33      | 36      |
| Göteborg | 10      | –       |

Zimowe igrzyska w 1984 roku chciały zorganizować trzy miasta – Göteborg, Sapporo oraz Sarajewo. Wśród kandydatów tylko jedno miasto wcześniej było już gospodarzem igrzysk – w 1972 roku zawody odbyły się w Sapporo, a ich organizację oceniano bardzo dobrze. Kandydatura szwedzka zakładała decentralizację igrzysk i zorganizowanie ich w czterech głównych miastach – Göteborgu, Åre, Falun i Hammarstrand. Z kolei władze miejskie Sarajewa zobowiązały się do wybudowania w ciągu 6 lat od wyboru nowoczesnego centrum sportów zimowych.
Ostateczną decyzję co do wyboru miejsce rozegrania igrzysk w 1984 roku Międzynarodowy Komitet Olimpijski podjął podczas 80. sesji tej organizacji, która odbyła się w Atenach w dniach od 17 do 19 maja 1978 roku. Samo głosowanie nad wyborem organizatora Zimowych Igrzysk Olimpijskich 1984 odbyło się 18 maja. W pierwszej rundzie z rywalizacji odpadła kandydatura szwedzka (10 głosów), której minusem były duże odległości pomiędzy poszczególnymi ośrodkami igrzysk, co spowodowałoby konieczność korzystania z transportu lotniczego, a Sarajewo zajęło drugie miejsce (31 głosów, przy 33 głosach kandydatury japońskiej). W drugiej fazie głosowania większość głosów, które w poprzedniej turze zyskał Göteborg trafiły na konto Jugosławii i to właśnie ono ostatecznie zwyciężyło, pokonując Sapporo stosunkiem głosów 39:36. Wśród argumentów przemawiających za Sarajewem była potrzeba stworzenia nowego centrum sportów zimowych w tym rejonie Europy.

## Przygotowania

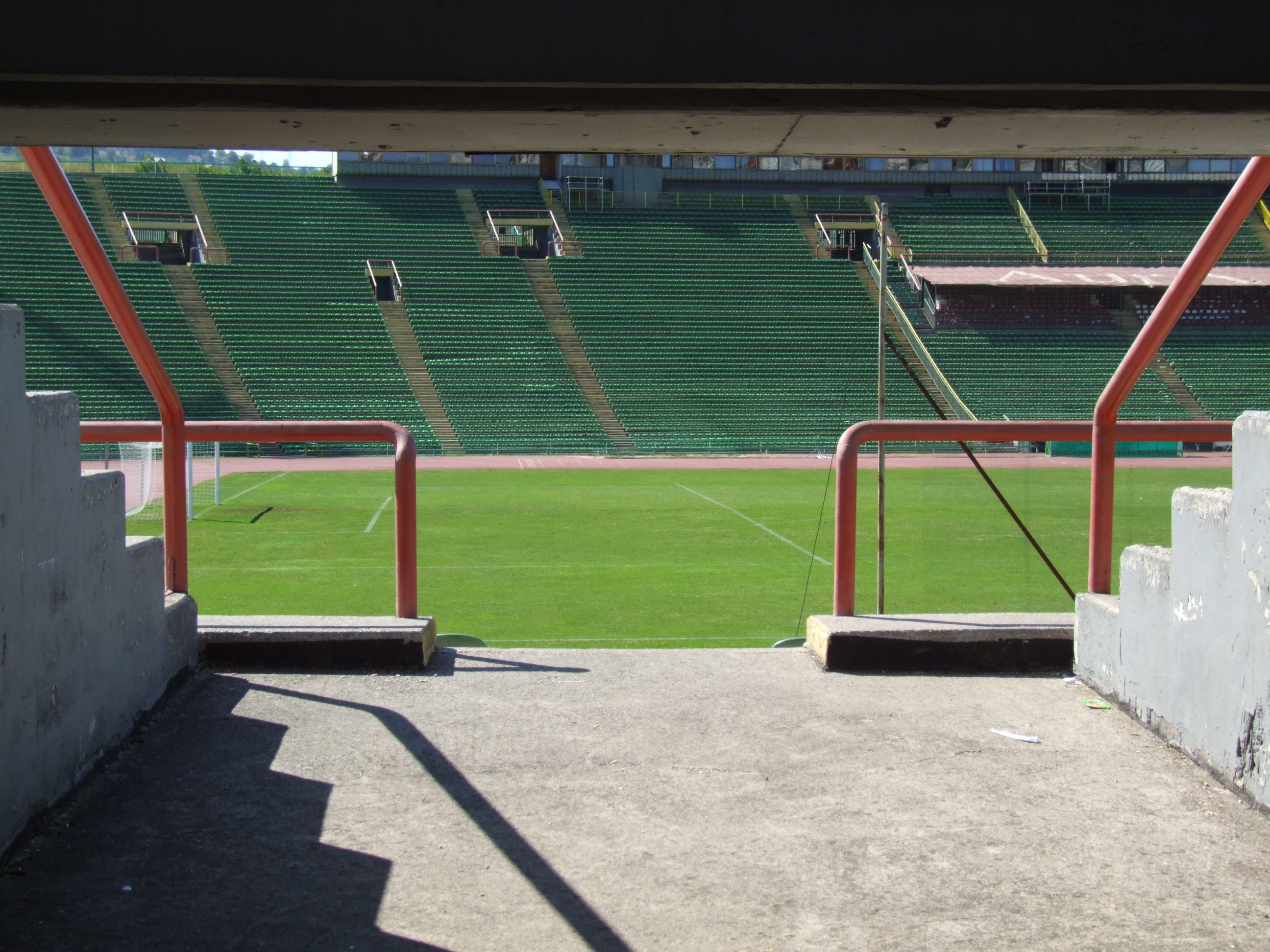
Trybuny stadionu Koševo – widok współczesny

Po zwycięstwie w głosowaniu MKOl w Sarajewie należało praktycznie od podstaw zbudować nowe obiekty sportowe. Po ogłoszeniu zaciągu do młodzieżowych brygad pracy do organizatorów zgłosiło się ponad 3000 osób z całego kraju chętnych do bezpłatnej pomocy przy budowie obiektów. Wstępny budżet igrzysk wynosił 160 milionów dolarów. Mimo niekorzystnych warunków gospodarczych w kraju – inflacja w Jugosławii sięgała wówczas 50%, a dług zagraniczny wynosił 20 miliardów dolarów – wszystkie obiekty potrzebne do przeprowadzenia zawodów ukończono przed terminem. Na konto komitetu organizacyjnego wpłynęła kwota 214 tysięcy dolarów – pieniądze te spontanicznie wpłacili mieszkańcy Sarajewa. Najbardziej kosztowną inwestycją była modernizacja Stadionu Koševo, który miał być areną otwarcia igrzysk. Budowa toru dla saneczkarstwa i bobslejów, którzy powstał na zboczach Trebevicia kosztowała 12 milionów dolarów. W Sarajewie powstała hala Zetra, a w okolicach miasta odnowiono skocznie narciarskie Igman oraz zmodernizowano trasy zjazdowe w ośrodkach Bjelašnica i Jahorina. Aby zapewnić odpowiednią różnicę poziomów pomiędzy startem i metą alpejskiej trasy biegu zjazdowego (800 metrów) organizatorzy zbudowali specjalną rampę. W związku z igrzyskami w Sarajewie zmodernizowano także port lotniczy i stację kolejową.

## Maskotka
Oficjalną maskotką igrzysk w Sarajewie był wilk o imieniu Vučko. Przed zawodami czytelników jugosłowiańskich gazet poproszono o wybranie maskotki sarajewskich igrzysk z listy sześciu finalistów – oprócz wilka do miana oficjalnej maskotki kandydowały wiewiórka, baranek, koza górska, jeżozwierz oraz śniegowa kula. Wilczek miał zmienić niekorzystny wizerunek tych zwierząt oraz przyczynić się do zwiększenia społecznej wiedzy na temat zagrożonych gatunków wilków na terytorium Bośni i Hercegowiny. Ubrana w czerwony szalik z logiem igrzysk maskotka stała się postacią kultową. Według MKOl dzięki tej maskotce udało się zmienić niekorzystny stereotyp wilków w tym regionie. Do historii przeszło zawołanie wilka „Sarajewoooo”, które pojawiało się jako intro transmisji telewizyjnych z igrzysk.

## Rozgrywane dyscypliny
Uczestnicy Zimowych Igrzysk Olimpijskich 1984 rywalizowali w 39 konkurencjach w 10 dyscyplinach sportowych. Po raz pierwszy w historii na zimowych igrzyskach olimpijskich rozegrano konkurencję biegu na 20 kilometrów kobiet techniką klasyczną, który do programu tych zawodów został wprowadzony decyzją podjętą podczas 83. sesji Międzynarodowego Komitetu Olimpijskiego, która odbyła się w dniach od 15 do 18 lipca 1980 roku w Moskwie.
| - Biathlon (3) - Biegi narciarskie (8) - Bobsleje (2) - Hokej na lodzie (1) - Kombinacja norweska (1) | - Łyżwiarstwo figurowe (4) - Łyżwiarstwo szybkie (9) - Narciarstwo alpejskie (6) - Saneczkarstwo (3) - Skoki narciarskie (2) |

## Państwa uczestniczące
W zawodach uczestniczyli przedstawiciele 49 państw, co było wówczas najlepszym wynikiem w historii zimowych igrzysk olimpijskich (poprzednio najwięcej (37) państw wystąpiło w 1968, 1976 i 1980 roku). Najliczniej reprezentowanym kontynentem była Europa (26 państw), a najmniej Australia i Oceania (2 kraje). W zimowych igrzyskach olimpijskich zadebiutowali przedstawiciele 5 państw: Brytyjskich Wysp Dziewiczych, Egiptu, Monako, Portoryko i Senegalu.
| - Andora - Argentyna - Australia - Austria - Belgia - Boliwia - Brytyjskie Wyspy Dziewicze - Bułgaria - Chile - Chiny - Chińskie Tajpej - Cypr - Czechosłowacja - Egipt - Finlandia - Francja - Grecja | - Hiszpania - Holandia - Islandia - Japonia - Jugosławia - Kanada - Korea Południowa - Korea Północna - Kostaryka - Liban - Liechtenstein - Maroko - Meksyk - Monako - Mongolia - Norwegia - Nowa Zelandia | - NRD - Polska - Portoryko - RFN - Rumunia - San Marino - Senegal - Stany Zjednoczone - Szwajcaria - Szwecja - Turcja - Węgry - Wielka Brytania - Włochy - ZSRR |

## Przebieg zawodów

### Ceremonia otwarcia
Ceremonia otwarcia igrzysk została przeprowadzona na gruntownie odnowionym i rozbudowanym przed igrzyskami stadionie Koševo 7 lutego 1984 roku. W uroczystości brało udział blisko 75 tysięcy osób. Ulokowany nad wschodnią trybuną obiektu znicz olimpijski zapaliła chorwacka łyżwiarka Sanda Dubravčić. Oficjalnego otwarcia igrzysk dokonał ówczesny prezydent Socjalistycznej Federalnej Republiki Jugosławii Mika Špiljak.

### Zakończenie igrzysk
Ceremonia zakończenia igrzysk odbyła się 19 lutego 1984 roku. Ogień olimpijski w czarze został wygaszony o godzinie 20.22 w hali Zetra Ice Rink .

### Biegi narciarskie
Główne role na tych zimowych igrzyskach grali biegacze narciarscy. Finka Marja-Liisa Hämäläinen, która zdobyła 3 złote i 1 brązowy medal, oraz Szwed Gunde Svan, który zdobył 2 złote medale, 1 srebrny i 1 brązowy.

### Hokej na lodzie
Turniej hokeistów odbył się w dniach 7–19 lutego 1984 roku. Spotkania rozgrywano na dwóch halach w Sarajewie – Zetrze i Skenderiji. Oba obiekty mogły na swych trybunach pomieścić wówczas 8500 widzów. Kontrowersje wzbudzały przepisy zabraniające udziału w igrzyskach zawodnikom mającym podpisane profesjonalne kontrakty. Zabraniały one bowiem grę jedynie zawodnikom NHL, nie regulowały jednak kwestii graczy innych lig. Spowodowało to, iż w drużynach narodowych wystąpiło wielu profesjonalnych zawodników. W turnieju wzięło udział 12 zespołów, które podzielono na dwie grupy po sześć zespołów. Dwie pierwsze ekipy z każdej grupy awansowały do strefy medalowej. Ponadto drużyny z trzecich miejsc rozegrały spotkanie o piąte miejsce, a z czwartych – o siódme. Z czterech drużyn, które awansowały do strefy medalowej utworzono grupę finałową, w której jednak zaliczono zespołom spotkania z pierwszej fazy turnieju, które rozegrały między sobą. Złote medale zdobyli zawodnicy reprezentujący Związek Radziecki. Srebrne medale przypadły Czechosłowakom, a brązowe Szwedom. Najskuteczniejszym zawodnikiem turnieju według punktacji kanadyjskiej został Erich Kühnhackl, reprezentujący RFN. Nagrodę fair play przyznano Związkowi Radzieckiemu.

### Łyżwiarstwo figurowe
Para brytyjskich łyżwiarzy Jayne Torvill i Christopher Dean zaprezentowała taniec na lodzie pełen perfekcji i artyzmu. Przyznano im najwięcej punktów i zdobyli złoty medal.

### Łyżwiarstwo szybkie
Niemcy cieszyli się ze świetnych popisów panczenistki
Karin Enke, która zdobyła 2 złote i 2 srebrne medale. Kanadyjczycy z szybkich biegów Gaétana Bouchera z dwoma złotymi medalami i jednym brązowym.

### Narciarstwo alpejskie
Srebrny medal w slalomie gigancie zdobył jugosłowiański narciarz Jure Franko.

### Skoki narciarskie
Na kongresie FIS w 1983 roku postanowiono odejść od zasady tzw. podwójnego mistrzostwa, na podstawie której każdy medalista olimpijski stawał się automatycznie medalistą mistrzostw świata. Konkursy olimpijskie w Sarajewie były zatem pierwszymi, za które nie przyznawano tytułów mistrza świata. Przed rozpoczęciem igrzysk rozważano wprowadzenie do kalendarza olimpijskiego zawodów drużynowych w skokach narciarskich. Propozycja ta nie została jednak przyjęta. W konsekwencji, już po zakończeniu zimowych igrzysk olimpijskich, rozegrano nieoficjalne mistrzostwa świata w Engelbergu, składające się tylko z zawodów drużynowych. Nieoficjalnymi mistrzami świata zostali skoczkowie z Finlandii.
Konkursy skoków w Sarajewie były przede wszystkim pojedynkiem pomiędzy liderem i wiceliderem ówczesnej klasyfikacji Pucharu Świata – Jensem Weißflogiem i Matti Nykänenem. W pierwszych zawodach, przeprowadzonych na skoczni K-90, złoto olimpijskie wywalczył Weißflog, wyprzedzając o 1,2 punktu Nykänena. Na skoczni K-112 sytuacja była odwrotna, przy czym przewaga Nykänena nad Weißflogiem wyniosła 17,5 punktu. Taką różnicę Fin wypracował głównie dzięki poprawieniu rekordu skoczni. Uzyskana przez Nykänena przewaga jest rekordową różnicą punktową, jaką mistrz olimpijski osiągnął nad wicemistrzem. Brązowe medale wywalczyli: Jari Puikkonen na skoczni normalnej i Pavel Ploc na skoczni dużej.
Mianem narodowej katastrofy nazwany został występ norweskich skoczków w zawodach olimpijskich w Sarajewie. Najlepszy z Norwegów, Ole Christian Eidhammer, zajął osiemnaste miejsce. Był to najgorszy spośród wszystkich występów skoczków z tego kraju od początku rozgrywania zimowych igrzysk olimpijskich.

## Klasyfikacja medalowa
Zawodnicy reprezentujący 17 krajów zdobyli przynajmniej jeden medal, z czego 11 reprezentacji zdobyło przynajmniej jedno złoto. Tym samym 32 spośród reprezentacji, które przyjechały na igrzyska, nie zdobyło żadnego medalu.
Pierwsze miejsce w klasyfikacji medalowej zajęli reprezentacji Niemieckiej Republiki Demokratycznej, dla których był to wówczas najlepszy start w historii zimowych igrzysk olimpijskich zarówno pod względem liczby medali ogółem, jak i liczby medali według ich kolorów. Z kolei dla Związku Socjalistycznych Republik Radzieckich, mimo zajęcia drugiego miejsca w klasyfikacji medalowej był to drugi najgorszy występ na zimowych igrzyskach olimpijskich pod względem kolorów zdobywanych medali (pod względem liczby zdobytych medali był to trzeci najlepszy występ sportowców radzieckich w historii). Jedynym krajem, który po raz pierwszy w historii zdobył medal zimowych igrzysk olimpijskich była reprezentacja gospodarzy zawodów – Jugosławii, która zdobyła jeden srebrny medal.
Poniższa tabela przedstawia klasyfikację medalową dziesięciu najlepszych państw na igrzyskach w Sarajewie oraz gospodarza tych zawodów (wyróżniony kolorem). Miejsca są uszeregowane względem koloru medalu.
| Miejsce | Kraj              | Złoto | Srebro | Brąz | Razem |
| 1.      | NRD               | 9     | 9      | 6    | 24    |
| 2.      | ZSRR              | 6     | 10     | 9    | 25    |
| 3.      | Stany Zjednoczone | 4     | 4      | 0    | 8     |
| 4.      | Finlandia         | 4     | 3      | 6    | 13    |
| 5.      | Szwecja           | 4     | 2      | 2    | 8     |
| 6.      | Norwegia          | 3     | 2      | 4    | 9     |
| 7.      | Szwajcaria        | 2     | 2      | 1    | 5     |
| 8.      | RFN               | 2     | 1      | 1    | 4     |
| 8.      | Kanada            | 2     | 1      | 1    | 4     |
| 10.     | Włochy            | 2     | 0      | 0    | 2     |
| 14.     | Jugosławia        | 0     | 1      | 0    | 1     |

### Lista multimedalistów
Fińska biegaczka narciarska Marja-Liisa Hämäläinen zdobyła cztery medale (3 złote i 1 brązowy) i była najbardziej utytułowaną spośród wszystkich sportowców. Tuż za nią w indywidualnej tabeli medalowej znalazła się reprezentująca NRD panczenistka – Karin Enke, która wywalczyła dwa złote i dwa srebrne medale. Trzecie miejsce w indywidualnej klasyfikacji zajął szwedzki biegacz narciarski – Gunde Svan, który zdobył 2 złote, 1 srebrny i 1 brązowy medal.
Poniższa lista przedstawia zawodników, którzy zdobyli przynajmniej dwa medale, w tym minimum jeden złoty.
| Zawodnik               | Narodowość | Dyscyplina          | Złoto | Srebro | Brąz | Razem |
| ---------------------- | ---------- | ------------------- | ----- | ------ | ---- | ----- |
| Marja-Liisa Hämäläinen | Finlandia  | Biegi narciarskie   | 3     | 0      | 1    | 4     |
| Karin Enke             | NRD        | Łyżwiarstwo szybkie | 2     | 2      | 0    | 4     |
| Gunde Svan             | Szwecja    | Biegi narciarskie   | 2     | 1      | 1    | 4     |
| Gaétan Boucher         | Kanada     | Łyżwiarstwo szybkie | 2     | 0      | 1    | 3     |
| Wolfgang Hoppe         | NRD        | Bobsleje            | 2     | 0      | 0    | 2     |
| Dietmar Schauerhammer  | NRD        | Bobsleje            | 2     | 0      | 0    | 2     |
| Thomas Wassberg        | Szwecja    | Biegi narciarskie   | 2     | 0      | 0    | 2     |
| Andrea Schöne          | NRD        | Łyżwiarstwo szybkie | 1     | 2      | 0    | 3     |
| Peter Angerer          | RFN        | Biathlon            | 1     | 1      | 1    | 3     |
| Eirik Kvalfoss         | Norwegia   | Biathlon            | 1     | 1      | 1    | 3     |
| Berit Aunli            | Norwegia   | Biegi narciarskie   | 1     | 1      | 0    | 2     |
| Tomas Gustafson        | Szwecja    | Łyżwiarstwo szybkie | 1     | 1      | 0    | 2     |
| Igor Małkow            | ZSRR       | Łyżwiarstwo szybkie | 1     | 1      | 0    | 2     |
| Matti Nykänen          | Finlandia  | Skoki narciarskie   | 1     | 1      | 0    | 2     |
| Jens Weißflog          | NRD        | Skoki narciarskie   | 1     | 1      | 0    | 2     |
| Nikołaj Zimiatow       | ZSRR       | Biegi narciarskie   | 1     | 1      | 0    | 2     |
| Anne Jahren            | Norwegia   | Biegi narciarskie   | 1     | 0      | 1    | 2     |
| Brit Pettersen         | Norwegia   | Biegi narciarskie   | 1     | 0      | 1    | 2     |

## Kontrowersje

### Doping
Podczas Zimowych Igrzysk Olimpijskich 1984 badaniom mającym wykryć ewentualne stosowanie niedozwolonych środków dopingujących poddano ponad 500 sportowców, w tym wszystkich medalistów zawodów. Ówczesny prezydent komisji medycznej Międzynarodowego Komitetu Olimpijskiego, Alexandre de Mérode stwierdził, iż kontrole były ostrzejsze i dokładniejsze niż podczas zimowych igrzysk rozegranych w 1976 roku. Jedynym zawodnikiem, któremu udowodniono stosowanie nielegalnego dopingu był reprezentant Mongolii, Pürevjavyn Batsükh, który stosował metandienon.
Kontrowersje wzbudził fakt, iż, z powodu wprowadzenia na listę zakazanych środków efedryny, zawodnicy nie mogli stosować części leków na nieżyt nosa, zawierających tę substancję.
Kontrowersje wzbudziła również wypowiedź trenera norweskiej reprezentacji w biegach narciarskich, Magnara Lundemo, który oskarżył reprezentantów Finlandii o stosowanie dopingu związanego z przetaczaniem krwi. Dzień po tej wypowiedzi Lundemo stwierdził, iż został źle zrozumiany i nie oskarżał nikogo o stosowanie dopingu, a jedynie zauważył fakt, że wyniki osiągane przez Finów były, jego zdaniem, nadzwyczaj dobre.